# Icaricia
Icaricia is een geslacht van vlinders uit de familie van de Lycaenidae, de kleine pages, vuurvlinders en blauwtjes. De wetenschappelijke naam en de beschrijving van dit geslacht zijn voor het eerst gepubliceerd in 1945 door Vladimir Nabokov.
De soorten van dit geslacht komen voor in Noord-Amerika.

## Soorten
- Icaricia icarioides (Boisduval, 1852)
- Icaricia shasta (Edwards, 1862)
- Icaricia acmon (Westwood, 1851)
- Icaricia lupini (Boisduval, 1869)
- Icaricia chlorina (Skinner, 1902)
- Icaricia monticola (Clemence, 1909)
- Icaricia dedeckera Emmel, Emmel & Mattoon, 1998
- Icaricia cotundra (Scott & Fisher, 2006)
- Icaricia neurona (Skinner, 1902)
- Icaricia saepiolus (Boisduval, 1852)